# Flowery Field
Flowery Field – miejscowość w Anglii, w hrabstwie ceremonialnym Wielki Manchester, w dystrykcie metropolitalnym Tameside. Część miejscowości Hyde. Leży 10 km na wschód od centrum miasta Manchester. Miejscowość liczy 3000 mieszkańców.